# 司馬元
司馬 元（しば はじめ、1969年 - ）は、日本の愛知県出身のテレビアニメ製作家、脚本家、小説家。志摩 元名義でライトノベル作品も出している。

## 作品

### テレビアニメ
- 『ポルフィの長い旅』（TVアニメ・2008年） - 第19・26・27・28・32・37話 脚本

### 小説
- 『女子高生=山本五十六』（2008年、ベストセラーズ）